# 2.º Regimiento de Caballería (Estados Unidos)
El 2.º Regimiento de Caballería también conocido como Segundo de Dragones es una unidad de infantería y caballería del Ejército de los Estados Unidos, creada en 1836. Hasta septiembre de 2013, el regimiento formó parte del V Cuerpo de Ejército. En la actualidad permanece bajo el mando del Séptimo ejército, como parte de las fuerzas que el ejército estadounidense mantiene estacionadas en Europa. Se encuentra acuartelado en Vilseck, Alemania.
A lo largo de la historia ha sido conocido por los siguientes nombres:
- 2.º Regimiento de Dragones (de mayo de 1836 a abril de 1843 y de abril de 1844 a agosto de 1861)
- 2.º Regimiento de Fusileros (de marzo de 1843 a abril de 1844)
- 2.º Regimiento de Caballería (agosto de 1861 a julio de 1942)
- 2.º Regimiento de Caballería (mecanizada) (de enero de 1943 a diciembre de 1943)
- 2.º Grupo de Caballería (mecanizada) (de diciembre de 1943 a julio de 1946)
- 2.º Regimiento de la Guardia (de julio de 1946 a noviembre de 1948)
- 2.º Regimiento de Caballería Acorazada (de julio de 1992 a junio de 2006)
- 2.º Regimiento de Caballería Stryker (de junio de 2006 a julio de 2011)
- 2.º Regimiento de Caballería (de julio de 2011-presente).

## Historia

### De 1808 a 1815
Durante 1808 hubo un regimiento de dragones y durante la Guerra anglo-estadounidense de 1812 se formó un segundo. Ambas unidades eran regimientos de la misma unidad actuaron en el río Mississineway, la batalla de Lundy's Lane, Fort Erie y el cerco de Fort Meigs. El 30 de marzo se unieron formando el Regimiento de Dragones hasta el 15 de junio de 1815.

### Primer batallón
El Presidente Andrew Jackson fue el encargado de establecer la unidad, formada el 23 de mayo de 1836 como II Regimiento de Caballería de Estados Unidos. Se formaron dos escuadrones: una en Jefferson, Misuri, y otra en Florida, para combatir a los seminolas bajo las órdenes del Coronel David Twiggs. El regimiento combatió en los siguientes conflictos: Guerra entre Estados Unidos y México, las Guerras Indias, Guerra fronteriza y la Guerra de Utah.
En aquel entonces estuvieron establecidos en Waterloo, Iowa.

### Guerra civil estadounidense
En el transcurso de la Guerra Civil fueron enviados al frente oriental (conocido como Eastern Theater). Para la mayoría la localización fue la "pieza clave" para los reservistas y la brigada regular del Ejército de Potomac. Durante la Batalla de Gettysburg, la unidad sirvió a las órdenes de Wesley Merrit y al tercer día firmaron un alto el fuego con los confederados.
Al igual que las primeras unidades montadas, la mayoría de los integrantes de la II Caballería fueron ascendidos de rango durante la guerra.

### Desde la guerra hispano-estadounidense hasta la II Guerra Mundial
Durante la guerra hispano-estadounidense, el regimiento fue trasladado a Cuba junto a Theodore Roosevelt y la unidad Rough Riders para combatir en los frentes de El Canay, San Juan, Aquadores y Santiago. La compañía permaneció durante tres años en misión de paz. De Cuba fueron llevados a Filipinas, donde combatieron en Cavite en 1899 y la Batalla de Moro entre 1911 y 1912.
En la I Guerra Mundial combatieron en Europa bajo las órdenes de John J. Pershing.
En julio de 1944 formaron parte de la III Armada del General Patton, siendo conocidos como los "fantasmas del ejército de Patton" debido a la capacidad de estos por realizar trabajos de reconocimiento sin ser detectados por las filas germanas durante la II Guerra Mundial. El regimiento se encontró con el Ejército Rojo en Checoslovaquia.

### Guerra Fría, Tormenta del Desierto y restructuración
En tiempos de la Guerra Fría, el regimiento era responsable de asegurar que se cumpliera el pacto de Varsovia y una "posible" invasión de Europa Occidental tras el telón de acero. La guarnición estaba desplegada a lo largo de la frontera de la República Federal Alemana respecto a la frontera con Checoslovaquia y Alemania Oriental.
En 1978 fueron seleccionados junto a la Compañía M, Escuadrón III y el II ACR para representar a Estados Unidos en el Canadian Army Trophy, donde quedaron cuartos. Tras la caída del Muro de Berlín y el colapso del comunismo en Europa Oriental el regimiento tuvo que redefinirse. A lo largo de este proceso estalló la guerra del Golfo tras la invasión iraquí a Kuwait. Mientras duró su objetivo, las unidades destruyeron dos brigadas de la Guardia Republicana Iraquí de la división Tawakalna. 
Una vez terminado el conflicto el regimiento fue trasladado desde Alemania al estado de Washington. El escuadrón pasó a ser una unidad ligera de caballería formada por humvees instaladas sobre lanzaderas TOW, lanzagranadas MK-19 y armas automáticas de calibre 0,50. La II Unidad ACR fue enviada a Fort Polk, Luisiana en 1992. Entre los años 1995 y 1996 fueron enviados en misión de paz a Haití.

### En Bosnia
En abril de 1997 recibieron órdenes de desplegarse en Bosnia y Herzegovina. Su primera misión era la de formar a los miembros de la JRTC. La unidad fue trasladada a Alemania, donde dio comienzo la integración con la I División de la Armada. Por otro lado todo su equipamiento fue llevado a una base de Taszar, Hungría.
La participación del regimiento junto a la guardia operativa empezó cuando los escuadrones II y III cruzaron el río Sava para acceder al país balcánico. En agosto de 1997 aumentaron las tropas con la llegada de la I División de Infantería para velar por la seguridad durante las elecciones municipales. A estos se unieron el regimiento aéreo, el IV escuadrón de apoyo, la Unidad Militar 502 de Inteligencia, la Compañía H de aviación y la Batería de Defensa Aérea.

### sigloXXI
Con el inicio de la guerra de Irak en 2003 volvieron al país pérsico en el marco de la Operación Libertad Duradera. Estuvieron dieciséis meses garantizando la seguridad al tiempo que combatía a la insurgencia iraquí en áreas de Bagdad hasta Najaf. En diciembre de 2004 volvieron a Fort Lewis.

## Insignia
- Lema: Toujours Prêt (Siempre preparados) - Recuerda a tu regimiento y cumple sus órdenes
- La flor de lis en el centro conmemora el servicio prestado por el regimiento durante la I Guerra Mundial en Francia
- La hoja de palmito simboliza la batalla contra los nativoamericanos Seminole
- El escudo octogonal representa el distintivo original del Dragón (militar) al igual que el color.